# Република Македонија на Светском првенству у атлетици на отвореном 2013.
Македонија је учествовала на Светском првенству у атлетици на отвореном 2013. одржаном у Москви од 10. до 18. августа десети пут. Репрезентацију Македоније представљао је један атлетичар који се такмичио у трци на 100 метара.
На овом првенству Македонија није освојила ниједну медаљу, нити је оборен национални и лични рекорд, као ни најбољи резултат сезоне.

## Резултати

### Мушкарци
| Атлетичар    | Дисциплина | Лични рекорд | Предтакмичење | Предтакмичење | Квалификације        | Квалификације        | Полуфинале           | Полуфинале           | Финале               | Финале  | Детаљи |
| Атлетичар    | Дисциплина | Лични рекорд | Резултат      | Место         | Резултат             | Место                | Резултат             | Место                | Резултат             | Место   | Детаљи |
| ------------ | ---------- | ------------ | ------------- | ------------- | -------------------- | -------------------- | -------------------- | -------------------- | -------------------- | ------- | ------ |
| Ристе Пандев | 100 м      | 10,61 НР     | 10,97         | 3 у гр 1      | Није се квалификовао | Није се квалификовао | Није се квалификовао | Није се квалификовао | Није се квалификовао | 62 / 75 |        |